# いずみ町 (岡山市)
いずみ町（いずみちょう）は、岡山県岡山市北区の町名。住居表示実施済区域。

## 概要
中心市街地北部の北・東で国道53号、西でいずみ町・青江線（島田筋）、南西でいずみ町・清心町線、南東で伊福町・いずみ町線に囲まれた区域にある。町域の大半を岡山県総合グラウンドで占められ、南西部に岡山県警察交通機動隊・機動警ら隊、岡山県赤十字血液センター、岡山市伊島認定こども園などがある。

## 歴史

### 沿革
1889年（明治22年）の町村制実施に際しては御野郡伊島村、御野村に属した。1907年（明治40年）第17師団が編成された際に当地に練兵場が造成された。旧津山往来が当地で途切れているが、練兵場造成までは当地の中央部を直線で通っていた。1921年（大正10年）3月1日に岡山市に編入された。太平洋戦争開戦前から不時着陸場として整備されていたが、終戦後接収され、米軍の飛行機発着場となった。1951年（昭和26年）に岡山県野球場が建設され、1962年（昭和37年）の岡山国体の主会場となる「岡山県営津島運動公園」として開園した。1965年（昭和40年）9月20日に住居表示が実施され、上伊福、北方、津島の各一部からいずみ町が設置された。

## 世帯数と人口
2024年（令和6年）10月31日現在（川崎市発表）の世帯数と人口は以下の通りである。
| 丁目     | 世帯数  | 人口  |
| -------- | ------- | ----- |
| いずみ町 | 248世帯 | 531人 |

## 学区
市立小・中学校に通う場合、学区は以下の通りとなる（2022年4月1日時点）。
| 町丁     | 番・番地等 | 小学校             | 中学校             |
| -------- | ---------- | ------------------ | ------------------ |
| いずみ町 | 全域       | 岡山市立伊島小学校 | 岡山市立京山中学校 |

## 施設
- 岡山県総合グラウンド
- 岡山県赤十字血液センター
- 岡山市伊島認定こども園
- 岡山県警察交通機動隊・機動警ら隊

## その他

### 日本郵便
- 郵便番号 : 700-0012[3]（集配局 : 岡山中央郵便局[10]）

### 警察
町内の警察の管轄区域は以下の通りである。
| 丁目     | 番・番地等 | 警察署       | 交番・駐在所 |
| -------- | ---------- | ------------ | ------------ |
| いずみ町 | 全域       | 岡山西警察署 | いずみ町交番 |